# Terremoto de Fort Tejón de 1857
El terremoto de Fort Tejón de 1857 (en inglés: 1857 Fort Tejon earthquake) ocurrió alrededor de las 8:20 a. m. (Tiempo del Pacífico) en el 9 de enero en el centro y sur de California. Es uno de los terremotos más fuertes registrados en los Estados Unidos, con una magnitud de momento estimada en 7.9, rompió la parte del sur de la falla de San Andrés por una longitud de aproximadamente 225 millas (350 kilómetros), entre Parkfield (condado de Monterrey) y Wrightwood. 
Aunque estuvo centrado cerca de Parkfield, el acontecimiento está referido como el terremoto de Fort Tejón (Puerto del Tejón), porque este era la ubicación del daño más severo. Fort Tejón esta justo al norte justo del cruce de la falla de San San Andrés y la falla de Garlock, donde se juntan las sierras de Tehachapi, San Emigdio, y Pelona de la cordilleras transversales.
El terremoto es el evento grande más reciente que ha ocurrido a lo largo de aquella porción de la falla de San Andrés; se estima que tuvo una intensidad percibida máxima de IX (Violento) en la escala modificada de Mercalli (MM) cerca de Fort Tejón en la sierra de Tehachapi y a lo largo de la falla de San Andrés desde Mil Potrero (cerca de Pine Mountain Club) en la sierra de San Emigdio hasta Lake Hughes en la sierra Pelona. Reportes de los efectos del evento variaban ampliamente, incluyendo el tiempo del movimiento principal así como premonitores que ocurrieron en varios lugares más temprano por la mañana.

## Encuadre tectónico
El terremoto rompió aproximadamente 350 kilómetros (220 millas) de la parte del sur de la falla de San Andrés, la estructura que acomoda la mayoría del desplazamiento a lo largo de la falla transformante entre la placa norteamericana y la del Pacífico. La placa del Pacific mueve al norte a 38 milímetros (1.5 pulgadas) por año. El índice de desplazamiento a lo largo de las varias secciones que fueron rotas es de 34 milímetros (1.3 en) por año a lo largo de las secciones de Parkfield, Cholame, Carrizo y Big Bend y 27 milímetros (1.1 pulgadas) y 29 milímetros (1.1 pulgadas) por año a lo largo de las secciones norte y sur de Mojave. Estudios paleosísmicos han encontrado evidencia de muchos terremotos prehistóricos en los últimos 3,000 años en esta parte de la falla.

## El terremoto
El terremoto rompió una porción sustancial del sur de la falla de San Andrés, pero no la longitud entera. Thomas H. Jordan, director del Centro de Terremotos del sur de California, declaró que el deslizamiento probablemente paró en el área cerca del puerto del Cajón, quizás porque las tensiones tectónicas en aquella parte de la falla había sido liberada varias décadas más tempranas durante el terremoto de Wrightwood de 1812. El deslizamiento promedio a lo largo de la falla era de 4.5 metros (15 ft), y un agrietamiento máximo de 6 metros (20 ) fue registrado en el área de la llanura de Carrizo en el sudeste del condado de San Luis Obispo.  Con una magnitud estimada de 7.9, este era el último "Big One" (en español: Grande) en el sur de California. La última vez que la porción al sur extremo de la falla, que queda cerca a Bombay Beach en el lago Salton, rompió fue en 1680.
El agrietamiento puede haberse extendido fuera de las fronteras regularmente reconocidas del deslizamiento. Investigadores registraron relatos primarios y secundarios acerca del agrietamiento, el cual se entendió por haber sido reciente y no solo la topografía de la ruptura existente. En el extremo norte de la zona de ruptura, el agrietamiento de la superficie extendió 80 kilómetros (50 millas) al norte de Cholame hasta el condado de San Benito. En el extremo sur, los centros de población no estaban tan cercanos a la falta, y los observadores tempranos estaban probablemente limitados al tramo de la falla entre Fort Tejón y el lago Elizabeth, por estar más cercano al camino de Stockton a Los Ángeles, la ruta primaria del sur al norte en ese entonces.
Evidencia de árboles desraizados y desplazados al sur del lago Elizabeth indica agrietamiento superficial a lo largo de una pista de topo (una "formación de cizallas de Riedel primarias con rollos de compresión y cabalgamientos menores enlazados") aquello corrió directamente debajo tres pinos de Jeffrey. Dos de los tres pinos examinados estaban inclinados en su extremidad baja, mientras las porciones superiores quedaron relativamente sin alteración. Datos dendrocronológicos confirmaron que los árboles habían originado 10 y 25 años antes de que 1857 y que los anillos empezaron a crecer dos veces más gruesos en el lado de la dirección de la inclinación. Esto es una compensación frecuentemente notada en inclinaciones de árbol. El sismólogo Kerry Sieh determinó que el deslizamiento de la falla y el alboroto de tierra asociado era la fuente de la pista de topo y la inclinación del árbol.

### Premonitores

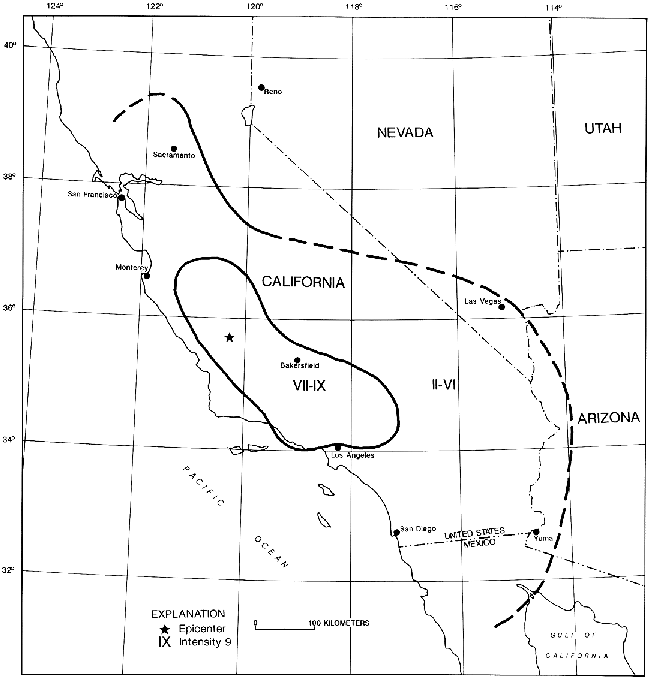
Un mapa isoseismal del evento principal

Varios relatos del evento indican la presencia de premonitores entre una y nueve horas antes del evento principal, y basado en la (incierta) distribución de aquellos eventos, está supuesto que el principio de la ruptura de la falla (el epicentro) estaba en el área entre Parkfield y Cholame, aproximadamente 97 kilómetros (60 mi) al noroeste.
La carencia de un huso horario estandarizado durante este periodo de la historia de California contribuyó a algunos de los informes inexactos de cuándo ocurrieron los premonitores. El tiempo solar local era utilizado en 1857 y San Francisco hubiera sido la localidad con el tiempo más cuidadosamente mantenido por ser un centro de comercio y actividad. El tiempo estándar no fue seguido hasta los 1880s, con el huso horario del Pacífico estando alineado con el meridiano 120. Las diferencias en tiempos locales eran sustanciales, con San Francisco en 122.43 Oeste y San Diego en 117.10 Oeste, la diferencia entre los dos sería alrededor 22 minutos (4 minutos por grado). Al menos un individuo informó de tiempos de premonitores que variaron hasta por media hora cuándo hablaron con dos diarios diferentes.
Los primeros informes eran más abundantes para los eventos sentidos en 1, 2, y 4 horas antes del principal que fueron etiquetados como sacudidas del alborear, amanecer, y salida del sol. El evento del alborear sacudió a residentes de San Francisco (MM II – III), San José (MM IV) y Santa Cruz (MM IV). El evento del amanecer se sintió en aquellos locales más Fort Tejón y posiblemente en la llanura de Carrizo. El evento de la salida del sol se sintió en San Francisco (MM III), Monterey (MM IV), y Visalia (MM II – III). Sacramento Y Los Ángeles no reportó cualquiera de estos acontecimientos.
Varios terremotos de mediados del siglo XX tuvieron reportes similares de eventos del alborear y amanecer y, con inspección cercana, Sieh teoriza que ambos acontecimientos eran locales a la zona costera del centro de California, probablemente entre punta Concepción y Monterey. También, durante aquel periodo, ningún terremoto del centro de California con una magnitud de menos de 5 tuvo una área detectada tan grande como los dos premonitores, mientras que los acontecimientos más grandes que magnitud 6 ha tenido áreas detectadas "un poco más grandes", así que se puede decir que los premonitores eran más probablemente entre magnitud 5 y 6.
Los terremotos de Parkfield ocurrieron con intervalos excepcionalmente regulares (entre 20 y 30 años) entre 1857 y 1966. Sieh estudió cuatro de estos acontecimientos (1901, 1922, 1934, y 1966) y notó que ayudaron a determinar la frontera sureste para el origen del evento del amanecer. La cobertura e intensidades de informes para aquel terremoto muestran un parecido sólido a los eventos de Parkfield. Sólo uno de los cuatro eventos de Parkfield no fueron sentidos más allá del sureste que el evento del amanecer, por tanto, Sieh concluyó que si la falla de San Andrés era la fuente del evento, era razonable suponer que el tramo de Parkfield a Cholame de la falla era responsable de producir las intensidades detectadas en el amanecer, aunque la falla de San Andrés no es la única fuente posible del evento. Por ejemplo, en el 22 de noviembre de 1952, el terremoto de magnitud 6 en Bryson "casi duplica" los informes. Aquel evento puede haber ocurrido al oeste de la falla de San Andrés en la de Nacimiento, aunque el informe más alto estaban a lo largo de la falla de Rinconada alrededor 56 kilómetros (35 mi) al suroeste de la de San Andrés.

### Daño
La mayoría de estructuras de adobe en Fort Tejón fueron dañadas severamente y varias personas fueron heridas ahí. Más edificios fueron destruidos a lo largo de un tramo de veinte millas entre Fort Tejón y sudeste hacia el lago Elizabeth, un lago de falla que se formó directamente encima de la falla de San Andrés. Los arroyos y manantiales experimentaron disturbios en los condados de San Diego y Santa Bárbara, mientras el río Kern, lago Kern y río de Los Ángeles todos se derramaron sobre sus márgenes. Más al norte en el condado de Santa Clara el flujo del agua fue afectada. Grietas de tierra de licuefacción de tierra pantanosa fueron observadas cerca el pueblo de Los Ángeles y en la llanura de Oxnard, y fisuras de tierra fueron reportadas cerca de los ríos de Los Ángeles, Santa Ana y Santa Clara.
El centro y sur de California estaba poco poblado en el tiempo y esto probablemente ayudó a limitar el daño del terremoto, pero la escasez de personas presentes también redujo el número de perspectivas usadas en determinar estimados de intensidad. Las áreas con una densidad poblacional alta como San Francisco, Stockton, y Los Ángeles proporcionaron suficientes datos acerca de los efectos del terremoto para dar mejores estimados de intensidad. En el centro de Los Ángeles, con una intensidad percibida máxima de VI, algunas casas y edificios presentaron grietas, pero no se reportaron daños severos. En Ventura (MM VII) el techo de Misión de San Buenaventura colapsó y el campanario sufrió daños, y más al norte, la pared del frente de la antigua capilla de adobe de la Misión de Santa Cruz se colapsó. Una de las dos muertes reportadas incluyeron a una mujer que fue matada por una casa de adobe que colapsó en Gorman, y un hombre anciano puede haber colapsado y muerto en el área de Los Ángeles a raíz del terremoto.

### Réplicas
El principal fue seguido por una serie de réplicas por al menos 3.75 años, pero el número total de réplicas era menos que lo esperado de un terremoto de esta magnitud. Las cuatro réplicas más grandes tenían magnitudes mayores de 6, pero hay incertidumbres acerca de sus posiciones y magnitudes. En la noche del 9 de enero hubo una réplica grande con una magnitud estimada de 6.25, con un posible epicentro en la falla de Garlock. La réplica más grande ocurrió en el atardecer del 16 de enero con una magnitud estimada de 6.7, con una posible posición en la costa afuera. Santa Bárbara y San Bernardino reportaron una intensidad MM de V y Los Ángeles informó V y VI. Dos eventos significativos ocurrieron en el área de San Bernardino área en el 15 al 16 de diciembre de 1858, con el último teniendo una magnitud estimada de aproximadamente 6. El último evento importante reportado ocurrió en el 16 de abril de 1860 con una magnitud estimada de aproximadamente 6.3, con un epicentro cerca de Parkfield.

## Amenaza futura
Científicos y oficiales públicos han speculado sobre la amenaza de otro terremoto grande ocurriendo en el sur de California y que clase y escala de daño podría resultar. La porción de la falla que rupturó en 1857 ha caído en un período de inactividad y ha dado lugar a sugerencias que un deslizamiento futuro sobre esa zona puede caracterizarse como un gran evento como el de 1857 seguido por otro período de inactividad. Las comunidades de Frazier Park, Palmdale, y Wrightwood están ubicadas muy cerca a la falla, aunque gran parte del área de Los Ángeles puede ser afectado a una mayor distancia del área de ruptura si un evento similar fuera a ocurrir. Swaminathan Krishnan, profesor asistente de geofísica e ingeniería civil en el Instituto de Tecnología de California, dijo que si una ruptura similar entre Parkfield a Wrightwood ocurriera, afectaría severamente el área de Los Ángeles, especialmente el valle de San Fernando.
El acueducto de Los Ángeles y acueducto de California, dos de los sistemas de  infraestructura de transporte de agua principales que suministran al Gran Los Ángeles, cruzan la falla de San Andrés dentro de la zona de mayor daño del terremoto de Fort Tejón en la sierras de Tehachapi y sierra Pelona.